# 365
Năm 365 là một năm trong lịch Julius. 